# Vainglory
Vainglory je mobilní videohra pro platformy Android a iOS, vydána byla v červenci 2015.

## Popis
Tato hra je o tom, že se snažíte porazit nepřátelský tým. Docílíte toho tím, že zničíte nepřátelský Vain Crystal. Součástí hry je herní mapa, ta je rozdělena na dvě hlavní části: Lane a Jungle. Na části Lane se nachází věže a Vain Crystal. V části Jungle se nachází Minion mine, jungle příšery, jungle store, důl na zlato a KRAKEN.

### Herní role
Ve hře jsou hrdinové rozděleni na role: mage, sniper, protector, assassin a fighter.

#### Mage
Mág používá kouzla na zničení nepřátel. Typický mág rozdává zranění z velké vzdálenosti, ale je slabý v boji zblízka. Pod tuto roli spadají hrdinové jménem: Baptiste, Samuel, Reim, Skaarf a Celeste.

#### Sniper
Sniper exceluje v ničení nepřátel z dálky. Hrdinové této role jsou slabí v boji zblízka. Pod tuto roli spadají hrdinové jménem: Gwen, Baron, Petal, Kestrel, Skye, Saw, Ringo a Vox.

#### Protector
Protector je nejvíce silný po boku svých spojenců. Je stavěn na to, aby vyrušoval a otravoval v boji. Pod tuto roli spadají hrdinové jménem: Lorelai, Lance, Grace, Flicker, Adagio, Ardan, Catherine, Fortress, Phinn a Lyra.

#### Assasin
Assasin je nejsmrtelnější, když zasahuje ze tmy. Je mistr schovávání. Hrdinové této role jsou rychlí. Pod tuto roli spadají hrdinové jménem: Koshka, Blackfeather, Reza, Idris, Ozo a Taka.

#### Warrior
Warrior je nejsilnější v boji zblízka. Tato role se zaměřuje na útok a těžké brnění. Pod tuto roli spadají hrdinové jménem: Krul, Churnwalker, Grumpjaw, Alpha, Rona, Joule a Glaive.